# Keeranur (Pudukkottai)
Keeranur è una suddivisione dell'India, classificata come town panchayat, di 9.681 abitanti, situata nel distretto di Pudukkottai, nello stato federato del Tamil Nadu. In base al numero di abitanti la città rientra nella classe V (da 5.000 a 9.999 persone).

## Geografia fisica
La città è situata a 10° 35' 44 N e 78° 46' 53 E.

## Società

### Evoluzione demografica
Al censimento del 2001 la popolazione di Keeranur assommava a 9.681 persone, delle quali 4.950 maschi e 4.731 femmine. I bambini di età inferiore o uguale ai sei anni assommavano a 1.208, dei quali 618 maschi e 590 femmine. Infine, coloro che erano in grado di saper almeno leggere e scrivere erano 7.369, dei quali 4.053 maschi e 3.316 femmine.